# 캄수이어파
캄수이어파(영어: Kam–Sui) 또는 둥수이어파(중국어: 侗水語支)는 크라다이어족의 한 분파로, 남중국에서 캄족과 수이족을 비롯한 캄-수이 계통의 여러 민족에 의해 사용된다. 화자는 주로 구이저우성 동부, 후난성 서부, 광시 좡족 자치구 북부에 걸쳐 분포한다. 북베트남과 라오스에서도 캄-수이 언어 화자의 소수 집단이 발견된다.

## 분포
캄수이어파에는 10여 개의 언어가 포함된다. 일부 학자들은 락갸어(Lakkia)와 뱌오어(Biao)를 캄수이어파의 자매 분파로 여긴다.
- 무람어/무라오어(Mulam, 仫佬): 광시자치구 북부 허츠시 뤄청 무라오족 자치현, 구이저우성 남동부 첸둥난 자치주
- 캄어/둥어(Dong, 侗): 구이저우성 남동부 첸둥난 자치주
- 텐어/양황어(Then, 佯僙): 구이저우성 남부 첸난 자치주 핑탕현
- 마오난어(Maonan, 毛南): 광시자치구 북부 허츠시 환장 마오난족 자치현
- 차둥어(Chadong, 茶洞): 광시자치구 북동부 구이린시 린구이구 차둥진(茶洞镇)
- 수이어(Sui, 水): 구이저우성 남부 첸난 자치주 싼두 수이족 자치현
- 막어(Mak, 莫): 구이저우성 남부 첸난 자치주 리보현
- 아이참어(Ai-Cham, 锦): 구이저우성 남부 첸난 자치주 리보현

### 기타 언어
민족 분류상 먀오-야오 민족에 해당하는 일부 집단(중국의 미식별 민족)의 언어가 캄수이어파에 속하는 것으로 밝혀져 있다.
- 차오 먀오어(Cao Miao, 草苗): 둥어의 일종으로 보인다.[3] 화자들은 먀오족의 정체성을 가지고 있다.
- 눠시 야오어(Nuoxi Yao, 𦰡溪瑶): 후난성 둥커우현 나시야오족향(那溪瑶族乡)에서 약 2,500명(2015)의 야오족이 사용.[4]
- 댜오어(Diao, 调): 차오 먀오어의 일파. 댜오인(刁人)이 사용.